# Elezioni legislative in Portogallo del 2025
Le elezioni legislative in Portogallo del 2025 si sono tenute il 18 maggio per il rinnovo dell'Assemblea della Repubblica, il parlamento del paese.
Esse, le terze in quattro anni, sono state indette in anticipo rispetto alla scadenza naturale della legislatura, prevista per il 2028, a causa della caduta del governo in carica, avvenuta contestualmente al rigetto di una mozione di fiducia posta da quest’ultimo (in seguito all’emergenza di un importante scandalo di conflitto di interessi riguardante il Primo ministro), ed alla successiva incapacità dei partiti, per via della frammentazione politica, di ricostituire un esecutivo stabile.
In un quadro abbastanza simile alle precedenti, le elezioni hanno visto la vittoria del blocco di centro-destra idealmente guidato dall’Alleanza Democratica (AD) — conferendo solo a quest’ultima, complessivamente, il primo posto con 91 seggi —, permettendole così di ricoprire la porzione più numerosa nell’arco parlamentare, sebbene, come previsto, senza una maggioranza chiara cui fare riferimento. Tale risultato, tuttavia, è stato ottenuto principalmente a discapito del blocco di centro-sinistra a ideal-guida del Partito Socialista (PS) che, nello specifico, reduce da un’ennesima importante sconfitta, ha ottenuto solo 58 seggi pur essendo arrivato secondo, a causa di un forte drenaggio di consensi. Nonostante ciò, tuttavia, gli aspetti più rilevanti della tornata elettorale sono stati l’ormai consolidata e continuata ascesa di Chega (CH!), giunto numericamente in terza posizione quasi a pari merito con i socialisti e passato da 50 a 60 seggi (di cui 2 ottenuti successivamente dalle circoscrizioni estere, permettendogli così di essere in realtà il secondo partito politico in parlamento), cosa che lo ha nuovamente reso un elemento difficilmente trascurabile di un eventuale governo di centro-destra (nonostante varie reticenze dei moderati) ed un definitivo elemento di rottura del classico bipartitismo della politica portoghese, nonché alcune variazioni minori, tra cui la crescita di Iniziativa Liberale (IL) e di Livre (L) ed infine il ridimensionamento di Blocco di Sinistra (BE) e della Coalizione Democratica Unitaria (CDU).

## Sistema elettorale
Per le elezioni parlamentari, la legge elettorale portoghese prevede l’applicazione di un sistema elettorale proporzionale a lista chiusa di partito in ventidue collegi plurinominali, di cui due per i cittadini all’estero (“Europa” e “Fuori dall’Europa”), corrispondenti ai Distretti del Portogallo. In seguito, le preferenze sono tradotte in seggi secondo il metodo D'Hondt.
A ciascun distretto elettorale spettano determinati seggi, ripartiti in base alla grandezza demografica delle varie unità. Qui un prospetto riassuntivo:
| Distretto                             | Seggi | Mappa |
| ------------------------------------- | ----- | ----- |
| Lisbona                               | 48    |       |
| Porto                                 | 40    |       |
| Braga, Setúbal                        | 19    |       |
| Aveiro                                | 16    |       |
| Leiria                                | 10    |       |
| Coimbra, Faro, Santarém               | 9     |       |
| Viseu                                 | 8     |       |
| Madera                                | 6     |       |
| Azzorre, Viana do Castelo, Vila Real  | 5     |       |
| Castelo Branco                        | 4     |       |
| Beja, Braganza, Évora, Guarda         | 3     |       |
| Portalegre, Europa, Fuori dall’Europa | 2     |       |

## Liste principali
| Simbolo | Simbolo | Nome | Ideologia                | Posizione                 |
| ------- | ------- | --- | ------------------------ | ------------------------- |
|         |         | Alleanza Democratica (Partito Social Democratico — CDS - Partito Popolare — Partito Popolare Monarchico) | Conservatorismo liberale | Centro-destra             |
|         |         | Partito Socialista                                                                                       | Socialdemocrazia         | Centro-sinistra           |
|         |         | Chega!                                                                                                   | Populismo di destra      | Estrema destra            |
|         |         | Iniziativa Liberale                                                                                      | Liberismo                | Centro                    |
|         |         | Blocco di Sinistra                                                                                       | Socialismo democratico   | Sinistra                  |
|         |         | Coalizione Democratica Unitaria                                                                          | Comunismo                | Sinistra/estrema sinistra |
|         |         | Livre | Ecosocialismo            | Centro-sinistra/sinistra  |
|         |         | Persone-Animali-Natura                                                                                   | Animalismo               | Centro-sinistra/sinistra  |

## Risultati

Allocazione dei seggi per distretto.

| Coalizione Partito Social Democratico - CDS - Partito Popolare (PSD - CDS-PP)                                    | 1 971 602  | 32,54 | 88  |  |  |  |
| Madeira Primeiro (MP) (PSD - CDS-PP - PPM) - Madera                                                              | 36 886     | 0,61  | 3   |  |  |  |
| Totale Alleanza Democratica (AD)                                                                                 | 2 008 488  | 33,15 | 91  |  |  |  |
| Partito Socialista (PS)                                                                                          | 1 442 546  | 23,81 | 58  |  |  |  |
| Chega (CH) | 1 438 554  | 23,74 | 60  |  |  |  |
| Iniziativa Liberale (IL)                                                                                         | 338 974    | 5,59  | 9   |  |  |  |
| Livre (L) | 257 291    | 4,25  | 6   |  |  |  |
| Coalizione Democratica Unitaria (CDU) (PCP - PEV)                                                                | 183 686    | 3,03  | 3   |  |  |  |
| Blocco di Sinistra (BE)                                                                                          | 125 808    | 2,08  | 1   |  |  |  |
| Persone-Animali-Natura (PAN)                                                                                     | 86 930     | 1,43  | 1   |  |  |  |
| Alternativa Democratica Nazionale (ADN)                                                                          | 81 660     | 1,35  | —   |  |  |  |
| Juntos pelo Povo (JPP)                                                                                           | 20 900     | 0,34  | 1   |  |  |  |
| Reagir Incluir Reciclar (RIR)                                                                                    | 14 021     | 0,23  | —   |  |  |  |
| Volt-Portugal (VOLT-PT)                                                                                          | 12 150     | 0,20  | —   |  |  |  |
| Partito Comunista dei Lavoratori Portoghesi - Movimento Riorganizzativo del Partito del Proletariato (PCTP/MRPP) | 11 896     | 0,20  | —   |  |  |  |
| Nuovo Diritto (ND)                                                                                               | 10 216     | 0,17  | —   |  |  |  |
| Insorgi (E) | 9 046      | 0,15  | —   |  |  |  |
| Partito Liberale Sociale (PLS)                                                                                   | 7 332      | 0,12  | —   |  |  |  |
| Partito Popolare Monarchico (PPM)                                                                                | 5 616      | 0,09  | —   |  |  |  |
| Nós, Cidadãos! (NC!)                                                                                             | 3 304      | 0,05  | —   |  |  |  |
| Partito della Terra (MPT-A)                                                                                      | 478        | 0,01  | —   |  |  |  |
| Partito Laburista Portoghese (PTP)                                                                               | 425        | 0,01  | —   |  |  |  |
| Totale | 6 059 321  | 100   | 230 |  |  |  |
| |            |       |     |  |  |  |
| Schede bianche                                                                                                   | 87 654     | 1,39  |     |  |  |  |
| Schede nulle | 172 994    | 2,74  |     |  |  |  |
| Votanti | 6 319 969  | 58,25 |     |  |  |  |
| Elettori | 10 848 816 |       |     |  |  |  |

| Riepilogo dei voti (+/- elezioni 2024)  | Riepilogo dei voti (+/- elezioni 2024) | Riepilogo dei voti (+/- elezioni 2024) | Riepilogo dei voti (+/- elezioni 2024) | Riepilogo dei voti (+/- elezioni 2024) | Riepilogo dei voti (+/- elezioni 2024) | Riepilogo dei voti (+/- elezioni 2024) |
| --------------------------------------- | -------------------------------------- | -------------------------------------- | -------------------------------------- | -------------------------------------- | -------------------------------------- | -------------------------------------- |
| Alleanza Democratica                    | Alleanza Democratica                   | Alleanza Democratica                   |                                        |                                        | 33,15%                                 | ▲ 3,00                                 |
| Partito Socialista                      | Partito Socialista                     | Partito Socialista                     |                                        |                                        | 23,81%                                 | ▼ 5,45                                 |
| Chega                                   | Chega                                  | Chega                                  |                                        |                                        | 23,74%                                 | ▲ 4,86                                 |
| Iniziativa Liberale                     | Iniziativa Liberale                    | Iniziativa Liberale                    |                                        |                                        | 5,59%                                  | ▲ 0,43                                 |
| Livre                                   | Livre                                  | Livre                                  |                                        |                                        | 4,25%                                  | ▲ 0,94                                 |
| Coalizione Democratica Unitaria         | Coalizione Democratica Unitaria        | Coalizione Democratica Unitaria        |                                        |                                        | 3,03%                                  | ▼ 0,29                                 |
| Blocco di Sinistra                      | Blocco di Sinistra                     | Blocco di Sinistra                     |                                        |                                        | 2,08%                                  | ▼ 2,48                                 |
| Persone-Animali-Natura                  | Persone-Animali-Natura                 | Persone-Animali-Natura                 |                                        |                                        | 1,43%                                  | ▼ 0,61                                 |
| Alternativa Democratica Nazionale       | Alternativa Democratica Nazionale      | Alternativa Democratica Nazionale      |                                        |                                        | 1,35%                                  | ▼ 0,30                                 |
| Insieme per il Popolo                   | Insieme per il Popolo                  | Insieme per il Popolo                  |                                        |                                        | 0,34%                                  | ▲ 0,03                                 |
| Altri (<0,25%)                          | Altri (<0,25%)                         | Altri (<0,25%)                         |                                        |                                        | 1,22%                                  | ▼ 0,47                                 |
| Riepilogo dei seggi (+/- elezioni 2024) |                                        |                                        |                                        |                                        |                                        |                                        |
|                                         |                                        |                                        |                                        |                                        |                                        |                                        |
| CDU                                     | 3                                      | ▼ 1                                    |                                        | BE                                     | 1                                      | ▼ 4                                    |
| PS                                      | 58                                     | ▼ 20                                   |                                        | PAN                                    | 1                                      | ━                                      |
| L                                       | 6                                      | ▲ 2                                    |                                        | JPP                                    | 1                                      | ▲ 1                                    |
| IL                                      | 9                                      | ▲ 1                                    |                                        | AD                                     | 91                                     | ▲ 11                                   |
| CH                                      | 60                                     | ▲ 10                                   |                                        |                                        |                                        |                                        |